# Mochila

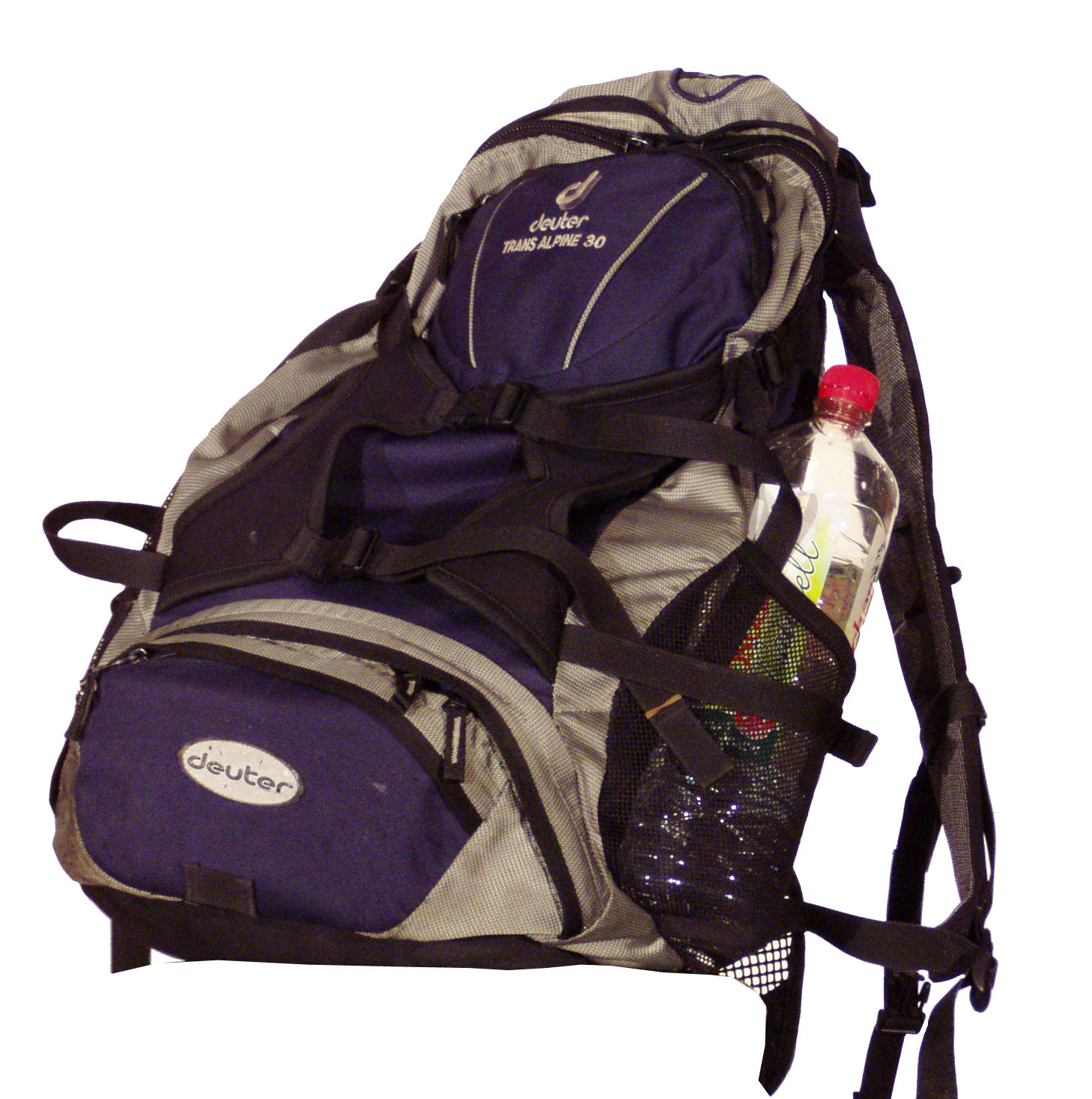
Uma mochila típica

Uma mochila é, em sua forma mais simples, um saco de lona ou tecido sintético resistente que é carregado nas costas de uma pessoa, e apoiada através de quatro alças que passam por cima dos ombros. Utilizada por soldados, excursionistas, escolares, etc. para transportar artigos de uso pessoal, provisões, material e itens variados. Foi criada originalmente na África antiga, feita de peles de animais.
Na indústria é denominada mochila uma caixa de chapa soldada a uma tubagem ou conduta, cheia com betão ou outro material, com o objectivo de prolongar a vida da conduta na sua resistência ao desgaste e/ou ao calor; neste caso muito usada na indústria cimenteira com betão refratário.